# زندگی (سریال آمریکایی)
زندگی (انگلیسی: Life) یک برنامه تلویزیونی درام جنایی است که از ان‌بی‌سی پخش شد.